# Heidenburg (römischer Burgus)

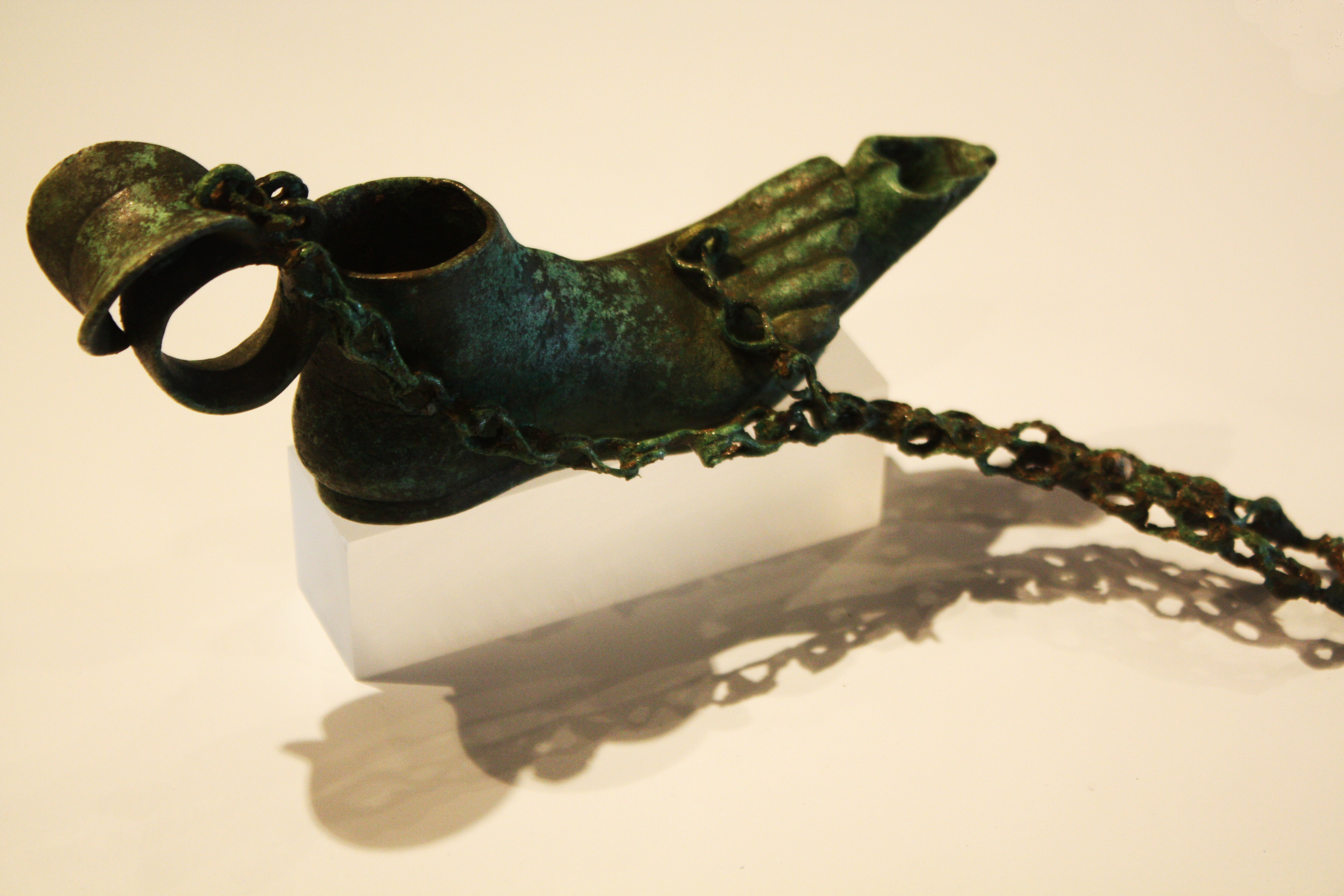
Bronzelampe aus Kampanien, 1. Jh., FO. Römerhof Königsdorf

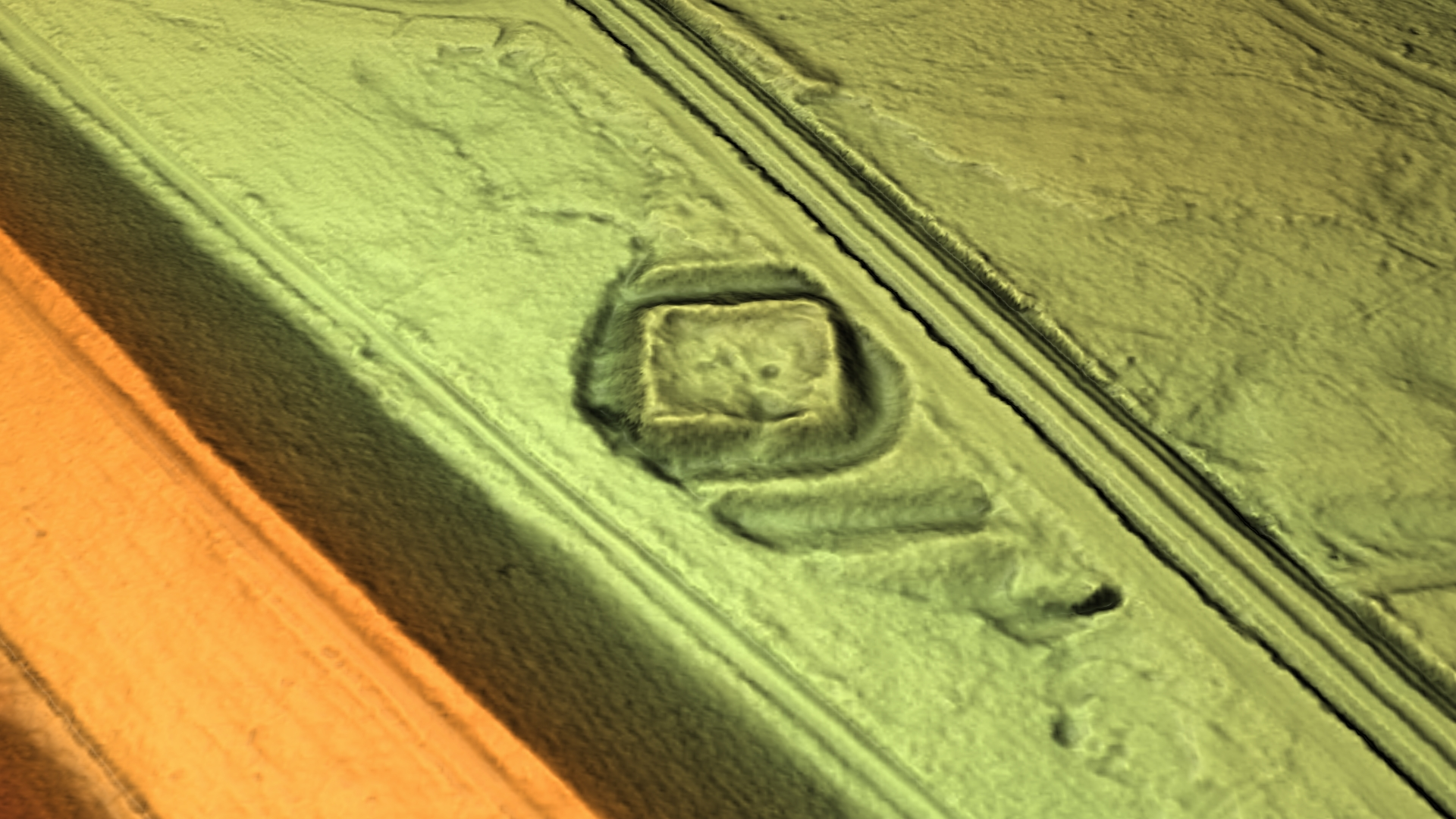
3D-Ansicht des digitalen Geländemodells

Die Heidenburg ist ein im Boden erhaltener römischer Burgus an der Via Belgica im Königsdorfer Forst zwischen Quadrath-Ichendorf und Großkönigsdorf auf dem Gebiet der nordrhein-westfälischen Stadt Bergheim. Er ist der bisher einzig bekannte erhaltene Straßenburgus in der Nähe der ehemaligen Römerstadt Colonia Claudia Ara Agrippinensium (Köln).

## Fundgeschichte

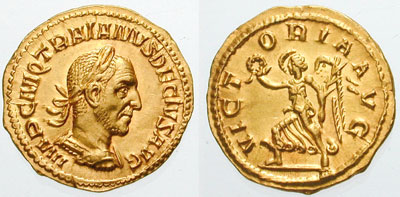
Aureus des Decius, auf dem dessen Siege (gegen die Goten) gefeiert werden

Da in alten Karten und Quellen, wie in der Brauweiler Klosterchronik aus dem 11. Jahrhundert, von einer „Heinenburg“ oder „Heymenburg“ die Rede ist, vermutete man lange dort eine mittelalterliche Burg eines Raubritters Heino oder Heimo. Dies konnte bei Ausgrabungen durch das Provinzialmuseum Bonn, das spätere Rheinische Landesmuseum Bonn (heute: LVR-LandesMuseum Bonn), in den Jahren 1929 und noch einmal 1953 im Zuge des Baus der vorbeiführenden Nord-Süd-Bahn nicht verifiziert werden. Es wurden vielmehr neben römischen Dachziegeln und Amphorenresten Artefakte gefunden wie Bronzefibeln, Bronzeschnallen und ein Ziernagel mit Löwenkopf. Von den gefundenen Münzen wurde die jüngste unter Decius (Caesar 249 bis 251) geprägt. Es kann also angenommen werden, dass dieser Burgus unter Postumus, der sein Imperium Galliarum dadurch sichern wollte, angelegt wurde. Hinterlassenschaften der militärischen Besatzung durch Benefiziarier wie Weihesteine oder Waffen wurden bei den begrenzten Grabungen bisher nicht gefunden.

## Beschreibung
Der Burgus liegt 15,5 km von Köln entfernt, in der üblichen Entfernung solcher Anlagen, unmittelbar an der Nordseite der via belgica, dort, wo sie den Villerücken überwunden hatte. So konnte der Straßenverlauf nach beiden Seiten sowie dessen Erftübergang kontrolliert werden. Die Anlage ist viereckig mit abgerundeten Ecken und von Wall und Graben umgeben. Der Durchmesser, gemessen an der Grabenspitze, beträgt 50 Meter. Die Innenfläche hat die Maße 31 × 26 Meter. Der Graben war zirka 10 Meter breit und 2,50 Meter tief. Die Höhe des Walles betrug 2,50 Meter. Der Wall war zirka drei bis vier Meter breit. An der Innenseite des Walles fand man mächtige Pfostenlöcher für eine Palisade. Im Innenbereich wurden kleinere Pfostenlöcher festgestellt, die die hölzernen Wohn- und Wirtschaftsbereiche abbilden. Zur Südseite, der Straße zu, wurden Wall und Graben durch eine vermutlich hochziehbare etwa zwei Meter breite Brücke überwunden, wie aus zwei mächtigen Pfostenlöchern an beiden Seiten des Grabens zu erschließen ist. Hinweise auf eine Zerstörung der Anlage sind nicht zu finden. Sie ist vermutlich im Zuge der Germaneneinfälle im oder nach dem 4. Jh. aufgegeben worden.

## Burgian der Via Belgica
Im weiteren Verlauf der Via Belgica nach Westen sind im Gebiet des heutigen Belgien noch mehrere weitere burgi beobachtet worden, die zur Sicherung der Straße in der Spätantike dienten. Reste einer Innenbebauung aus Holz wie bei der Heidenburg finden sich etwa im burgus von Taviers oder in Braives.